# Preben von Magnus
Preben Christian Alexander von Magnus (født 25. februar 1912 i Helligånds Sogn, København, død 9. august 1973 i Sundby Sogn, København) var en dansk virolog, der er kendt for sin forskning i influenza, poliovaccination og abekopper. Han påviste "the Von Magnus phenomenon" som er opkaldt efter ham.
I 1950'erne ledede han sammen med sin kone virologen Herdis von Magnus det første danske vaccinationsprogram mod polio. I 1958 var han den første til at bekræfte identiteten af abekoppevirus, og til at beskrive abekopper hos laboratorie-javamakaker under to udbrud af sygdommen i sommeren og efteråret samme år. I 1959 blev han udnævnt til direktør for Statens Serum Institut.
Han repræsenterede Danmark ved Pugwash-konferencen om videnskab og verdensanliggender i 1959, hvor han redegjorde for, at luftvejsviruser som influenza og forkølelse var uegnede som biologiske våben. Han blev ridder af Dannebrog i 1965.

## Tidlige år
Preben von Magnus blev født i København 25. februar 1912 af den liviske godsejer Constantin Woldemar von Magnus og overlæge Rigmor von Magnus (født Herbst). Han blev student fra Gammel Hellerup Gymnasium i 1931 og læge fra Københavns Universitet i 1939.

## Karriere
Efter nogle ansættelser på sygehuse kom han i 1943 til Statens Serum Institut og offentliggjorde i 1944 sammen med sin kone Herdis von Magnus det første studie, der førte til opdagelsen af det, der i dag er kendt som Von Magnus phenomenon.
Von Magnus blev dr.med. i 1952 med disputatsen Propagation of the PR8 strain of influenza A virus in chick embryos. Han blev forstander for influenzaafdelingen ved Statens Serum Institut i 1954 og direktør for institutet i 1959 efter Jeppe Ørskov. I 1951 deltog han i UNRRA-hjælpen til sydkoreanske civile som læge på hospitalsskibet MS Jutlandia. Han var medlem af Verdenssundhedsorganisationens (WHO) Advisory Panel on Virus Disease. Derudover blev han i 1960 rådgiver for Sundhedsstyrelsen i bakteriologi og serologi.

### Det danske poliovaccinationsprogram
Efter Jonas Salks opdagelse af en poliovaccine i begyndelsen af 1950'erne, sendte det amerikanske udenrigsministerium detaljer om fremstilling af poliovaccine til alle, der anmodede om det, med tilladelse fra præsident Eisenhower. Von Magnus og hans kone Herdis, som også var Salks livslange venner, blev udpeget af den danske regering til at lede vaccinationen af alle 7- til 12-årige børn. Statens Serum Institut fremstillede sin egen modificerede poliovaccine ved hjælp af teknikker baseret på, hvad familien von Magnus havde lært i foråret 1953, da de to besøgte Salks laboratorium. På grund af en begrænset mængde af inaktiveret virus gav det danske institut vaccinen subkutant, hvilket krævede mindre doser.

### Abekopper
I 1958 var von Magnus den første til at bekræfte identiteten af abekoppevirusen og til at beskrive abekopper i laboratorie-javamakaker under to udbrud af sygdommen i sommeren og efteråret samme år. Lidt mere end tredive tilfælde af aber med abekopper blev rapporteret, mere end halvtreds dage efter deres ankomst med skib fra Singapore. Der var ingen dødsfald og ingen overførsel fra abe til menneske. Ikke alle de udsatte aber havde sygdommen. Han isolerede virussen fra nyrevævscellekultur og fra den chorioallantoiske membran i kyllingeembryoner. Det karakteristiske udseende af virussen fik von Magnus til at udlede, at den tilhørte kopper-vaccinia-gruppen af Poxviridae.
I 1968 rapporterede WHO, at det ikke var sjældent at observere udbrud af formodet kopper og abekopper hos laboratorieaber på mere end 25 biologiske institutioner rundt om i verden, og at yderligere forskning var berettiget for at vurdere modtagelighed hos mennesker. Det var først i 1970, mere end ti år efter von Magnus identificerede virussen, at abekopper første gang blev påvist hos mennesker.

## Hæder og priser
I 1959 repræsenterede von Magnus Danmark ved 1959 Pugwash Conferences on Science and World Affairs , hvor han forklarede, at luftvejsviruser såsom influenza og forkølelse var uegnede som biologiske våben, da de sjældent havde alvorlige virkninger og allerede var almindelige blandt menneskelige populationer, hvilket resulterer i et vist niveau af immunitet. Han advarede dog om, at sådanne viruser var stabile og lette at dyrke, og derfor kunne fremkomsten af en ny virus med en mere alvorlig virkning, gennem mutation eller bevidst dyrkning, ikke udelukkes.
Han var medlem af Akademiet for de Tekniske Videnskaber fra 1960, af Det Kongelige Danske Videnskabernes Akademi fra 1968 og blev i 1965 ridder af Dannebrog. Han modtog en æresdoktorgrad fra Glasgow University i 1971.

## Død
Von Magnus døde den 9. august 1973. På det tidspunkt var hans kone i en ledende stilling i epidemiologi på Statens Serum Instut. De fik to børn.

## Udvalgte publikationer

### Artikler
- von Magnus, Preben; Krag Andersen, Else; Birkum Petersen, Knud; Birch-Andersen, Aksel (2009). "A Pox-Like Disease in Cynomolgus Monkeys". Acta Pathologica et Microbiologica Scandinavica. 46 (2): 156-176. doi:10.1111/j.1699-0463.1959.tb00328.x.
- "Studies on Measle Virus in Monkey Kidney Tissue Cultures", Staten Serum Institut, 1959.

### Bogkapitler
- "Incomplete Forms of Influenza Virus", in Kenneth M. Smith and Max A. Lauffer’s Advances in Virus Research, Volume 2, Academic Press Inc. Publishers, New York (1954).